# Vassílievka (Lazó)
Vassílievka - Васильевка (rus) - és un poble del krai de Khabàrovsk, a Rússia, que el 2012 tenia 97 habitants. Pertany al districte rural de Lazó.